# Tarifa Kibongo
Tarifa Kibongo er en dokumentarfilm fra 1985 instrueret af Bjarne Iversen.

## Handling
En skildring af Kibongo, en afrikansk handelskaptajn, som har sit hjemsted på Lamu, en af øerne ud for Kenyas nordlige kyst. Lamu har i århundreder været centrum for Swahili-befolkningen, og deres kultur har i tidens løb ikke ændret sig meget takket være stedets isolerede beliggenhed. Kibongos sørejse er en rekonstruktion, men alle miljøer er autentiske.